# ناثان سميث (فيزيائي)
ناثان سميث (بالإنجليزية: Nathan Smith)‏ (30 سبتمبر 1762 - 26 يناير 1829) واحد من أفضل الأطباء المعروفين في نيو إنجلاند كان جراحًا ماهرًا ومعلمًا وكاتبًا وممارسًا في الوقت الذي كان فيه معظم الأطباء الأمريكيين في ذلك الوقت غير متعلمين، أسس كلية طب دارتموث بمفرده، وشارك في تأسيس كلية الطب في جامعة فيرمونت بالإضافة إلى كلية بودوين، وكلية الطب بجامعة يال.

## سيرة شخصية
ولد سميث في مدينة ريهوبوث بولاية ماساتشوستس في 30 سبتمبر من عام 1762. انتقلت العائلة إلى مزرعة في تشيستر، فيرمونت عندما كان صغيراً، حيث التحق ناثان بمدرسة عامة خدم بعها عندما كبر في ميليشيا فيرمونت، التي كانت مهمتها الدفاع ضد الهنود على الحدود.
قرر سميث دراسة الطب في عمر الرابعة والعشرين، بعد رؤية عملية قام بها الدكتور جوزيه جودهو حيث قضى بعدها ثلاث سنوات مع الدكتور جودهو في بوتني (فيرمونت)، ثم تمرس في كورنيش، نيو هامبشاير وذهب لاحقاً إلى قسم الطب في كلية هارفارد حيث حصل على بكالوريوس الطب والجراحة في 1790 سميث كان ثالث خريج في قسم الطب بجامعة هارفارد وفي وقت لاحق، حصل على دكتوراه في الطب من جامعة هارفارد في عام 1811. ذهب سميث إلى جامعة إدنبره حيث التحق بالدورات الطبية لمدة سنة في عام 1803.
بسبب شعوره بالحاجة للتعليم الطبي، أسّس سميث القسم الطبي في كلية دارتموث حيث كان في البداية العضو الوحيد في كلية طب كلية دارتموث، وقام بتدريس التشريح والكيمياء والجراحة والطب السريري. ثم خدم كعميد وأمين صندوق المدرسة الطبية، أيضاً. شدد سميث على الخبرة بدلاً من النظرية، وتجنب بشكل كبير النزيف والتطهير، مفضلاً دعم قوى الشفاء الخاصة بالجسم والانتباه إلى راحة المريض. باستخدام هذه المبادئ، كان مستشارًا للطفل جوزيف سميث، المؤسس المستقبلي لحركة قديس اليوم الأخير، لإنقاذ ساقه من البتر .
كان أول أستاذ في الفيزياء والجراحة والتوليد في جامعة يال.

## وفاته
توفي سميث في 26 يناير 1829. في نيو هافن، كونيتيكت وأصبح ثلاثة من أبنائه أطباء بعده أبرزهم ناثان رينو سميث.
ترك سميث مجموعة من الملاحظات كانت قد اتخذت في محاضراته الطبية بين 1814 و1815 وتوجد اليوم في المكتبة الوطنية للطب بينما تخدم جمعية ناثان سميث الطلاب المهتمين بالمهن الصحية في كلية دارتموث.

## روابط خارجية
- ناثان سميث (فيزيائي) على موقع فايند أغريف
- تاريخ مدرسة دارتموث الطبية
- تاريخ الجراحة في ولاية فيرمونت
- تاريخ الطب في جامعة ييل
- مكتبة قائمة مذكرات ناثان سميث